# Eocursor
Eocursor is een geslacht van ornithischische dinosauriërs dat tijdens het Late Trias, het Norien, leefde in het gebied van het huidige Zuid-Afrika.

## Vondst en naamgeving
De typesoort Eocursor parvus is in 2007 benoemd en beschreven door Richard Butler, Roger Smith en David Bruce Norman. De geslachtsnaam betekent "renner van de dageraad" vanuit het Oudgrieks èoos, "dageraad" en het Latijn cursor, "renner", een verwijzing naar de hoge ouderdom en de tweevoetige bouw. De soortaanduiding betekent "de kleine".
In de Zuid-Afrikaanse provincie Vrijstaat is in 1993 door Smith, Norman, Gillian King, Annelise Crean, Lars Juul, en Bruce Rubidge een skelet gevonden van Eocursor op de boerderij Damplaats. Het fossiel werd door Crean geprepareerd en daarna verder uitgeprepareerd in Cambridge.
Het holotype, SAM-PK-K8025, is gevonden in een laag van de onderste Elliotformatie. Het specimen was al in 2001 in de literatuur vermeld maar onder het foute inventarisnummer SAM K8027. Het bestaat uit een gedeeltelijk skelet met schedel waaraan de snuit en de staart ontbreken. Ongeveer een derde van het skelet is nu bekend, waaronder delen van de achterste schedel, de rechteronderkaak, wervels van de nek, rug, heiligbeen en staart, beide schouderbladen, het bekken, beide opperarmbeenderen, een vermoedelijk rechterspaakbeen, zes vingerkootjes en het merendeel van de achterpoten waaronder het tweede en derde rechtermiddenvoetsbeen, de uiteinden van het tweede en derde linkermiddenvoetsbeen en drie teenkootjes. Het is daarmee een van de best bekende basale Ornithischa. Het betreft een jongvolwassen exemplaar. Het lag niet in verband maar de botten lagen opeen in een enkel steenblok.
In 2010 werd het skelet meer in detail beschreven.

## Beschrijving

### Grootte en onderscheidende kenmerken
Eocursor is een klein dier, ongeveer een meter lang en met een heuphoogte van dertig centimeter. Opvallend zijn de lange armen. Ook de achterpoten zijn vrij lang en duiden op een goed renvermogen; vandaar de geslachtsnaam.
De beschrijvers wisten enkele onderscheidende kenmerken vast te stellen, autapomorfieën. Er is in de hersenpan een extra groeve aanwezig op het buitenste zijvlak van het basisfenoïde, achter het kanaal voor de binnenste halsslagader. De onderkant van het opperarmbeen heeft maar de helft van de breedte overdwars van de bovenkant. Het foramen obturatum van het schaambeen heeft een ruwweg cirkelvormige doorsnede en is vergroot met een hoogte die het dubbele bedraagt van de doorsnede van de bovenste schacht van het schaambeen.
Hoewel volgens de beschrijving in 2007 de groeve op de hersenpan uniek was voor de Ornithischia, bleek dit in 2010 onjuist te zijn: het was zelfs geen autapomorfie. De ovale groeve zou het slagaderkanaal zelf zijn geweest, hoewel het in dat geval uitzonderlijk was dat dit in zijaanzicht zichtbaar was. Dit wordt echter gedeeld met Emausaurus en is dus niet uniek.

### Skelet

#### Schedel en onderkaken
Van de schedeldelen is maar weinig bekend. Het wandbeen is vrij breed. De wandbeenderen hebben geen gezamenlijke middenkam ondanks dat de bovenste slaapvensters dicht bij elkaar staan.
De vorm van de schedel is voornamelijk af te leiden uit die van de onderkaak: langgerekt. De processus coronoides is laag maar de voorrand ervan wordt op typisch ornithischische wijze gevormd door een bovenste achterste tak van het dentarium. Vooraan draait de onderrand van de onderkaak iets naar binnen om een spuitvormig raakvlak te vormen met zijn tegenhanger. De tandrij staat voor het achterste twee derden deel iets van de kaakrand af wat suggereert dat daar een vlezige wang aanwezig was. Het kaakgewricht staat maar iets lager dan de tandrij, wat slechts een kleine vergroting van de bijtkracht zal hebben opgeleverd. De horizontale richel op het surangulare is slechts zwak ontwikkeld. Boven die richel bevindt zich een foramen surangulare. De bovenrand van het surangulare kromt iets naar binnen maar vormt geen beenplateau. Er staan minstens vijf tanden in de onderkaak; vermoedelijk was een veelvoud daarvan aanwezig. Deze dentaire tanden zijn laag met een driehoekig zijprofiel. Ze hebben een zwak ontwikkelde verdikking of cingulum aan de basis. Er zijn zes ruwe vertandingen op zowel de voorste als achterste snijrand. De vertandingen lopen uit in richels. Er zijn geen slijtfacetten ten gevolge van tandcontact zichtbaar. Volgens de beschrijvers wijzen de tanden op een herbivore levenswijze maar zijn ze in principe ook geschikt om een prooi te verwonden.

#### Postcrania
De gevonden wervels zijn vaak beschadigd. De nek is vrij kort maar S-vormig gebogen. De amficoele halswervels zijn langer dan hoog, zijn iets ingesnoerd en hebben een hoge, overdwars afgeplatte kiel op de onderkant. Hun voorste gewrichtsfacetten zijn ruitvormig, de achterste schildvormig. Hun ruggenmergkanaal is relatief hoog ten opzichte van de breedte en breed in relatie tot het wervellichaam. De halswervels hebben geen geprononceerde richels en uithollingen en geen spoor van pneumatisering. De ruggenwervels zijn licht ingesnoerd en dragen lage kielen. Hun amfiplatte wervellichamen zijn breder dan hoog. Hun zijuitsteeksels hebben drie uithollingen op de onderkant, op de wijze van Saurischia maar ondieper. Er is geen hyposfeen-hypantrum-complex van secundaire gewrichtsuitsteeksels. De doornuitsteeksels zijn matig hoog en breed in zijaanzicht. Het heiligbeen telt minstens vier, vermoedelijk vijf sacrale wervels. Een daarvan is een mogelijke uit de rug "ingevangen" dorsosacrale wervel die los is gevonden. De sacrale wervels zijn veel breder dan hoog en missen een kiel. Ze hebben grote sacrale ribben. De staartwervels zijn amficoel, even hoog als overdwars breed en hebben grote zijuitsteeksels. Losse verbeende pezen zijn aangetroffen maar deze zijn niet bewaard op de wervels zelf.
Het langgerekte bandvormige schouderblad heeft op de onderste voorrand een goed ontwikkelde processus acromialis maar de bovenkant is maar weinig verbreed. Het kromt licht naar achteren. De bovenste helft van het blad is sterk overdwars afgeplat. Het opperarmbeen is maar iets korter dan het schouderblad met 90% van de lengte ervan. Het heeft 63% van de lengte van het dijbeen. De deltopectorale kam beslaat 40% van de lengte van de schacht en gaat er geleidelijk in over. De onderste gewrichtsknobbels van het opperarmbeen zijn maar iets overdwars verbreed. Ze zijn van voren gescheiden door en trogvormige groeve. Ze lopen niet naar boven uit in beenstijlen. De hand is robuust en opvallend lang. Een van de gevonden vingerkootjes — de positie ervan is onbekend — heeft een lengte van 17% van het opperarmbeen; alleen bij Heterodontosaurus wordt die waarde met 19% wat de Ornithischia betreft overtroffen. Wat ook op de Heterodontosauridae lijkt, is dat de uiterste vingerkootjes langer zijn dan de bovenste en dat hun bovenste gewrichtsvlakken een tongvormig uitsteekseltje tussen de knobbels hebben terwijl bij hun onderste gewrichtsvlakken de bovenste groeven verdiept zijn en er diepe putjes zijn voor de gewrichtskapsels. Dit is een zeer basaal kenmerk, gedeeld met basale Saurischia, dat duidt op een hoge functionaliteit van de handen.
In het bekken heeft het darmbeen een langwerpig bandvormig voorblad en een rechthoekig achterblad. Het heupgewricht wordt overkapt door een naar buiten uitstekende verbreding. De bodem loopt echter niet naar binnen en boven door, wat zeldzaam is bij basale Ornithischia. De uitholling in de onderrand van het achterblad, aanhechting voor de Musculus caudofemoralis brevis, heeft een horizontaal lopend plafond terwijl een schuine naar buiten gerichte stand bij basale ornithischiërs gebruikelijker is. Het dunne schuin naar achteren gerichte zitbeen heeft geen processus obturatorius op de voorrand. De schacht ervan is een kwartslag gewrongen. De zitbeenderen raken elkaar aan lange uiteinden. Het schaambeen is naar achteren gericht. De schacht is langwerpig en staafvormig. De voorste processus praepubicus is kort en overdwars afgeplat. Het hoofdlichaam bovenaan is robuust, doorboord door een vergroot rond foramen obturatum.
Het dijbeen is korter dan het scheenbeen, een typische aanpassing voor een rennend dier. De schacht ervan kromt licht naar voren. De kop is niet duidelijk te onderscheiden van de trochanters. De trochanter minor is plaatvormig en ligt onder en binnen de trochanter major, ervan gescheiden door een diepe kloof. De vierde trochanter, aanhechting voor de Musculus caudofemoralis longus, is afhangend en hoog geplaatst om met deze retractorspier flink snelheid te kunnen maken. Op een rennende levenswijze wijzen ook het lange onderbeen en voet.

## Fylogenie
Eocursor is een basale ornithischiër, die volgens een voorlopige cladistische analyse een zusterklade vormt van de Genasauria. Zulke meer dan 210 miljoen jaar oude fossielen van soorten uit deze groep zijn heel zeldzaam en de vondst betekent een enorme verbetering van onze kennis van de vroege ontwikkeling van de ornithischiërs.